# パッシェンの法則
パッシェンの法則（パッシェンのほうそく）は放電のおこる電圧（火花電圧）に関する実験則である。ドイツの物理学者、フリードリッヒ・パッシェン (Friedrich Paschen) が1889年に提出した。

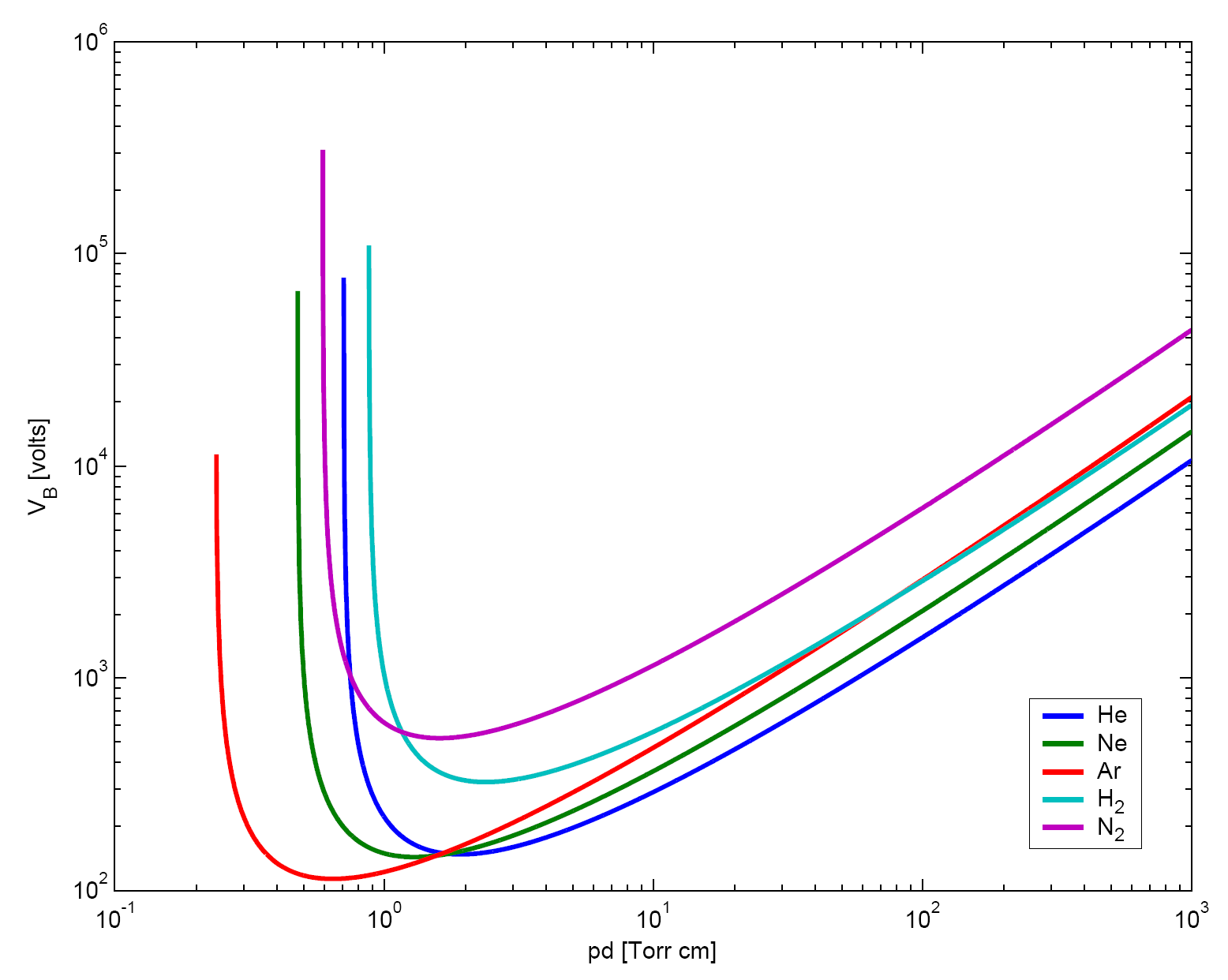
パッシェン曲線：ガス圧と電極間隔の積と火花電圧の関係

平行な電極間で火花放電の生じる電圧V はガス圧と電極の間隔の積の関数であることを示した。
V = f (p d )
ここで p はガス圧 (Torr)、d は電極間の距離 (m) である。
火花電圧と p d の関係は気体の種類によって異なるが、p d が 10−2 から 10−1 Torr・mの範囲で火花電圧の最低値がみられる。この関係を図示したものをパッシェン曲線とよぶ。

## 理論
火花放電は、電界で加速された電子が気体分子と衝突し、気体を電離させることによっておこる。そのため、気体が少なくなると衝突が起こりにくくなり、逆に気体が多くなると電子が衝突までに充分加速されにくくなるので、p dが大きすぎても小さすぎても必要な電圧は大きくなり、その中間で最低値をもつ。